# Eleições estaduais de Bremen em 1987
As eleições estaduais de Bremen em 1987 foram realizadas a 13 de Setembro e, serviram para eleger os 100 deputados para o parlamento regional.
O Partido Social-Democrata da Alemanha manteve-se, claramente, como o maior partido e preservando a maioria parlamentar, obtendo 50,5% dos votos e 54 deputados.
O grande derrotado das eleições foi a União Democrata-Cristã, que caiu 9,9% em relação a 1983, ficando-se pelos 23,9% dos votos, e perdendo 12 deputados, conseguindo 25 deputados.
Os grandes vencedores foram Aliança 90/Os Verdes e o Partido Democrático Liberal, que conquistaram, cerca de, 10% dos votos cada um, com ambos a beneficiarem da queda da CDU.
Por fim, destacar a entrada no parlamento do partido de extrema-direita, a União Popular Alemã, que conseguiu eleger 1 deputado.
Após as eleições, o SPD manteve-se, sozinho, na liderança do governo estadual.

## Resultados Oficiais
| Partido      | Partido                     | Votos   | %     | +/-   | Deputados | +/-   |
| ------------ | --------------------------- | ------- | ----- | ----- | --------- | ----- |
|              | Partido Social-Democrata    | 196 903 | 50,5  | 0,8   | 54 / 100  | 4     |
|              | União Democrata-Cristã      | 91 334  | 23,4  | 9,9   | 25 / 100  | 12    |
|              | Os Verdes                   | 39 839  | 10,2  | 4,8   | 10 / 100  | 5     |
|              | Partido Democrático Liberal | 39 078  | 10,0  | 5,4   | 10 / 100  | 10    |
|              | União Popular Alemã         | 13 299  | 3,4   | Novo  | 1 / 100   | Novo  |
|              | Os Republicanos             | 4 623   | 1,2   | Novo  | 0 / 100   | Novo  |
|              | Outros                      | 4 724   | 1,3   |       | 0 / 100   |       |
| Total        | Total                       | 389 200 | 100   |       | 100 / 100 |       |
| Participação | Participação                |         | 75,6  | 4,1   |           |       |
| Fonte        | Fonte                       | [ 1 ]   | [ 1 ] | [ 1 ] | [ 1 ]     | [ 1 ] |